# Phase finale de la Coupe de la confédération 2023-2024
Pour un article plus général, voir Coupe de la confédération 2023-2024.
La phase finale de l'édition 2023-2024 de la Coupe de la confédération commence le 31 mars 2024 avec la phase aller des quarts de finale et se termine le 17 mai 2024 afin de décider du vainqueur de la compétition.

## Calendrier
Le tirage au sort des quarts de finale a eu lieu le 12 mars 2024 au siège de la CAF, au Caire.
| Phase            | Tirage au sort | Date aller    | Date retour   | Équipes participantes |
| ---------------- | -------------- | ------------- | ------------- | --------------------- |
| Quarts de finale | 12 mars 2024   | 31 mars 2024  | 7 avril 2024  | 8                     |
| Demi-finales     | 12 mars 2024   | 21 avril 2024 | 28 avril 2024 | 4                     |
| Finale           | 12 mars 2024   | 10 mai 2024   | 17 mai 2024   | 2                     |

## Équipes qualifiées
Modern Future

## Format
Chaque match nul de la phase à élimination directe se jouera sur deux matches, chaque équipe jouant un match à domicile. L'équipe qui marquera le plus de buts au total sur les deux matches passera au tour suivant. Si le score global est égal, la règle des buts à l'extérieur sera appliquée, c'est-à-dire que l'équipe qui marquera le plus de buts à l'extérieur au cours des deux matches avancera. Si les buts à l'extérieur sont également égaux, alors la prolongation ne sera pas jouée et les vainqueurs seront départagés par des tirs au but (Règlements III. 26 et 27).
Le mécanisme des tirages pour chaque tour était le suivant :
- Lors du tirage au sort des quarts de finale, les quatre vainqueurs de groupe étaient têtes de série et les quatre finalistes de groupe n'étaient pas classés. Les équipes classées ont été tirées au sort contre les équipes non classées, les équipes classées accueillant le match retour. Les équipes d'un même groupe ne pouvaient pas être tirées les unes contre les autres, tandis que les équipes d'une même association pouvaient être tirées les unes contre les autres.

- Lors du tirage au sort des demi-finales, il n'y avait pas de classement et les équipes d'un même groupe ou d'une même association pouvaient être tirées au sort les unes contre les autres. Les tirages au sort des quarts de finale et des demi-finales ayant eu lieu ensemble avant les quarts de finale, l'identité des vainqueurs des quarts de finale n'était pas connue au moment du tirage au sort des demi-finales.

## Phase à élimination directe

### Qualification et tirage au sort
Le tirage au sort des quarts de finale se déroule le 12 mars 2024 au siège de la CAF, au Caire. Les équipes qualifiées sont réparties selon leur classement en phase de poules (voir le tableau ci-dessous), les vainqueurs de groupe bénéficiant notamment de l'avantage relatif de jouer le match retour à domicile.
| Groupe | 1er du groupe - Tête de série | 2e du groupe - Non-tête de série |
| ------ | ----------------------------- | -------------------------------- |
| A      | USM Alger                     | Modern Future FC                 |
| B      | Zamalek SC                    | Abou Salim SC                    |
| C      | Dreams FC                     | Rivers United FC                 |
| D      | RS Berkane                    | Stade malien                     |

## Quarts de finale
| Équipe        | Aller | Total | Retour | Équipe     |
| ------------- | ----- | ----- | ------ | ---------- |
| Modern Future | 1 - 2 | 2 - 3 | 1 - 1  | Zamalek SC |
| Abou Salim SC | 0 - 0 | 2 - 3 | 2 - 3  | RS Berkane |
| Rivers United | 1 - 0 | 1 - 2 | 0 - 2  | USM Alger  |
| Stade malien  | 1 - 2 | 2 - 3 | 1 - 1  | Dreams FC  |

| Match aller            | Modern Future | 1 - 2   | Zamalek SC                                               | Stade international du Caire, Le Caire |                         |
| 31 mars 2024 21:00 CAT | Yasser 35e    | (1 - 1) | 45+4e Mathlouthi (Sayed ) · 88e (pen.) Sayed             | Arbitrage : Jalal Jayed                | Arbitrage : Jalal Jayed |
| 31 mars 2024 21:00 CAT | El Fil 87e    | Rapport | 74e Akinyoola · 89e Sayed · 90+2e Emad · 90+8e El Fatouh | Arbitrage : Jalal Jayed                | Arbitrage : Jalal Jayed |

| Match retour           | Zamalek SC                          | 1 - 1   | Modern Future                         | Stade international du Caire, Le Caire |                              |
| 7 avril 2024 21:00 CAT | Hamdi 66e                           | (0 - 1) | 18e Ngwem                             | Arbitrage : Mustapha Ghorbal           | Arbitrage : Mustapha Ghorbal |
| 7 avril 2024 21:00 CAT | Emad 36e · Shehata 52e · Awad 90+8e | Rapport | 58e El Fil · 74e Mahmoud · 88e Zaazaa | Arbitrage : Mustapha Ghorbal           | Arbitrage : Mustapha Ghorbal |

| Match aller            | Abou Salim SC          | 0 - 0   | RS Berkane                        | Martyrs of February Stadium, Benina |                                   |
| 31 mars 2024 21:00 CAT |                        | (0 - 0) |                                   | Arbitrage : Omar Abdulkadir Artan   | Arbitrage : Omar Abdulkadir Artan |
| 31 mars 2024 21:00 CAT | Nworah 65e · Salhi 66e | Rapport | 26e, 57e El Moussaoui · 81e Assal | Arbitrage : Omar Abdulkadir Artan   | Arbitrage : Omar Abdulkadir Artan |

| Match retour           | RS Berkane                                                               | 3 - 2   | Abou Salim SC                                                                                          | Stade municipal de Berkane, Berkane |                             |
| 7 avril 2024 22:00 GMT | Bassène 68e · ( Hajji) Tahif 72e · ( Zghoudi) Dayo 90+15e                | (0 - 0) | 47e Alabani (Abushnaf ) · 83e Aleiyan (Nworah )                                                        | Arbitrage : Mahmoud Mansour         | Arbitrage : Mahmoud Mansour |
| 7 avril 2024 22:00 GMT | Hajji 66e · Lamlioui 73e · El Ouaad 74e · Arjoune 90+12e · Khairi 90+19e | Rapport | 45+4e El Jaaouani · 59e Shelegh · 62e Al Mansoori · 90e 90+19e Alabani · 90+4e Alsuwaye · 90+8e Nworah | Arbitrage : Mahmoud Mansour         | Arbitrage : Mahmoud Mansour |

| Match aller            | Rivers United         | 1 - 0   | USM Alger  | Godswill Akpabio International Stadium, Uyo |                            |
| 31 mars 2024 14:00 CET | ( Adamu) Okejepha 10e | (1 - 0) |            | Arbitrage : Samuel Uwimana                  | Arbitrage : Samuel Uwimana |
| 31 mars 2024 14:00 CET |                       | Rapport | 34e Merili | Arbitrage : Samuel Uwimana                  | Arbitrage : Samuel Uwimana |

| Match retour           | USM Alger                                | 2 - 0   | Rivers United                                | Stade du 5-Juillet-1962, Alger        |                                       |
| 7 avril 2024 22:00 CET | ( Lamara) Kanou 37e · ( Ateba) Kanou 74e | (1 - 0) |                                              | Arbitrage : Pacifique Ndabihawenimana | Arbitrage : Pacifique Ndabihawenimana |
| 7 avril 2024 22:00 CET | Boukhanchouche 34e                       | Rapport | 65e Godswill · 80e Okpe · 90+1e Young Oyowah | Arbitrage : Pacifique Ndabihawenimana | Arbitrage : Pacifique Ndabihawenimana |

| Match aller            | Stade malien                                   | 1 - 2   | Dreams FC            | Stade du 26-Mars, Bamako           |                                    |
| 31 mars 2024 17:00 GMT | ( D.Coulibaly) Diaby 53e                       | (0 - 0) | 66e 73e (pen.) Antwi | Arbitrage : Patrice Tanguy Mebiame | Arbitrage : Patrice Tanguy Mebiame |
| 31 mars 2024 17:00 GMT | Diaby 21e · F.Coulibaly 41e 90+1e · Yakubu 72e | Rapport | 46e Atuahene         | Arbitrage : Patrice Tanguy Mebiame | Arbitrage : Patrice Tanguy Mebiame |

| Match retour           | Dreams FC                      | 1 - 1   | Stade malien | Baba Yara Stadium, Kumasi         |                                   |
| 7 avril 2024 16:00 GMT | Simba 70e                      | (0 - 0) | 59e Diaby    | Arbitrage : Bamlak Tessema Weyesa | Arbitrage : Bamlak Tessema Weyesa |
| 7 avril 2024 16:00 GMT | Ofori 35e · Boateng Mensah 58e | Rapport | 68e A.Traore | Arbitrage : Bamlak Tessema Weyesa | Arbitrage : Bamlak Tessema Weyesa |

## Demi-finales
Ces demi-finales sont marquées par la victoire sur tapis vert de la RS Berkane face à l'USM Alger.
Le différend géopolitique opposant l'Algérie au Maroc sur la question du Sahara occidental est à l'origine d'un incident qui entraine la disqualification du tenant du titre. En effet, l'Algérie conteste de longue date les revendications marocaines sur ce territoire non-décolonisé et milite pour la reconnaissance de la souveraineté sahraouie. Depuis plusieurs années, il arrive fréquemment que les désaccords diplomatiques entre les deux pays rejaillissent sur leurs confrontations sportives.
Or, lors de la venue de la RS Berkane à Alger pour disputer le match aller, ses maillots lui ont été retirés par les autorités algériennes au motif qu'ils arboraient une carte du Maroc intégrant le territoire du Sahara occidental à celui du royaume chérifien. Irritées par ce qu'elles considèrent être un message à caractère politique contraire à la loi 4 du football, les autorités algériennes offrent alors, vraisemblablement avec le soutien de la CAF, aux berkanais de revêtir un maillot expurgé du badge litigieux. Néanmoins les joueurs marocains déclinent catégoriquement cette proposition. 
Finalement, la rencontre prévue le 21 avril 2024 ne se tient pas, les joueurs de la RS Berkane refusant d'entrer sur le terrain sans les maillots, validés par la CAF, qu'ils ont portés tout au long de la compétition. Trois jours plus tard, la CAF "sanctionne l'USM Alger d'une défaite 0-3" pour n'avoir pas permis la tenue du match. Un appel formé dans la foulée devant les instances de la CAF est rapidement rejeté tandis que la Fédération algérienne de football annonce saisir le Tribunal arbitral du sport. Néanmoins son recours en suspension est également rejeté. Le 28 avril 2024, c'est au tour des algérois de refuser de quitter le vestiaire à l'occasion du match retour à Berkane, ce qui entraine une deuxième sanction de la CAF. Vainqueur par tapis vert, la RS Berkane obtient son ticket pour participer à la finale,,,.
| Équipe     | Aller              | Total | Retour             | Équipe     |
| ---------- | ------------------ | ----- | ------------------ | ---------- |
| USM Alger  | 0 - 3 (tapis vert) | 0 - 6 | 0 - 3 (tapis vert) | RS Berkane |
| Zamalek SC | 0 - 0              | 3 - 0 | 3 - 0              | Dreams FC  |

| Match aller               | USM Alger | 0 - 3 (tapis vert) | RS Berkane | Stade du 5-Juillet-1962, Alger |                          |
| 21 avril 2024 20:00 UTC+1 |           |                    |            | Arbitrage : Dahane Beida       | Arbitrage : Dahane Beida |
| 21 avril 2024 20:00 UTC+1 | Rapport   |                    |            | Arbitrage : Dahane Beida       | Arbitrage : Dahane Beida |

| Match retour              | RS Berkane | 3 - 0 (tapis vert) | USM Alger | Stade municipal de Berkane, Berkane   |                                       |
| 28 avril 2024 20:00 UTC+1 |            |                    |           | Arbitrage : Jean-Jacques Ndala Ngambo | Arbitrage : Jean-Jacques Ndala Ngambo |
| 28 avril 2024 20:00 UTC+1 | Rapport    |                    |           | Arbitrage : Jean-Jacques Ndala Ngambo | Arbitrage : Jean-Jacques Ndala Ngambo |

| Match aller               | Zamalek SC     | 0 - 0   | Dreams FC | Stade international du Caire, Le Caire |                             |
| 21 avril 2024 18:00 UTC+2 |                | (0 - 0) |           | Arbitrage : Samuel Uwikunda            | Arbitrage : Samuel Uwikunda |
| 21 avril 2024 18:00 UTC+2 | Mathlouthi 82e | Rapport | 43e Agyei | Arbitrage : Samuel Uwikunda            | Arbitrage : Samuel Uwikunda |

| Match retour              | Dreams FC | 0 - 3   | Zamalek SC                                                                | Baba Yara Stadium, Kumasi         |                                   |
| 28 avril 2024 16:00 UTC+0 |           | (0 - 2) | 12e Mathlouthi (Zizo ) · 27e Akinyoola (Shalaby ) · 59e Shalaby (Jaziri ) | Arbitrage : Alhadi Allaou Mahamat | Arbitrage : Alhadi Allaou Mahamat |
| 28 avril 2024 16:00 UTC+0 | Agyei 45e | Rapport | Shalaby 60e                                                               | Arbitrage : Alhadi Allaou Mahamat | Arbitrage : Alhadi Allaou Mahamat |

## Finale
| Équipe     | Aller | Total  | Retour | Équipe     |
| ---------- | ----- | ------ | ------ | ---------- |
| RS Berkane | 2 - 1 | 2 - 2e | 0 - 1  | Zamalek SC |

### Match aller
| RS Berkane ·    |                           |  |
| Titulaires :    |                           |  |
|                 |                           |  |
| 12              | Hamza Hamiani             |  |
| 04              | Issoufou Dayo             |  |
| 07              | Youssef El Fahli 77e      |  |
| 08              | Ayoub Khairi              |  |
| 10              | Mohamed El Mourabit 77e   |  |
| 13              | Adil Tahif 66e            |  |
| 15              | Abdelhak Assal            |  |
| 17              | Yassine Labhiri           |  |
| 19              | Hamza El Moussaoui        |  |
| 21              | Youssef Mehri             |  |
| 30              | Paul Bassène 77e          |  |
|                 |                           |  |
| Remplaçants :   |                           |  |
| 02              | Amine El Maswab           |  |
| 05              | Omar Arjoune              |  |
| 06              | Mamadou Lamine Camara 77e |  |
| 18              | Tuisila Kisinda 77e       |  |
| 22              | Amine El Ouaad            |  |
| 23              | Claude Gnolou             |  |
| 29              | Hamza Semmoumy 66e        |  |
| 35              | Reda Hajji                |  |
| 39              | Djibril Ouattara 77e      |  |
|                 |                           |  |
| Entraîneur :    |                           |  |
| Mouine Chaabani |                           |  |

| Zamalek ·     |                        |  |
| Titulaires :  |                        |  |
|               |                        |  |
| 01            | Mohamed Awad           |  |
| 02            | Hossam Abdel Maguid    |  |
| 04            | Omar Gaber             |  |
| 08            | Nabil Emad Donga 90+3e |  |
| 09            | Samson Akinyoola 69e   |  |
| 13            | Ahmed Abou El Fatouh   |  |
| 24            | Hamza Mathlouthi       |  |
| 25            | Ahmed Sayed            |  |
| 21            | Ahmed Hamdi            |  |
| 30            | Seifeddine Jaziri      |  |
| 39            | Mohamed Shehata        |  |
|               |                        |  |
| Remplaçants : |                        |  |
| 07            | Ibrahima Ndiaye 69e    |  |
| 14            | Youssef Obama          |  |
| 16            | Mohamed Sobhi          |  |
| 17            | Travis Mutyaba         |  |
| 18            | Sayed Abdallah         |  |
| 19            | Nasser Mansi 90+3e     |  |
| 31            | Yaser Hamed            |  |
| 33            | Ziad Kamal             |  |
| 38            | Mohab Yaser            |  |
|               |                        |  |
| Entraîneur :  |                        |  |
| José Gomes    |                        |  |

| RS Berkane ·    |                           |  |
| Titulaires :    |                           |  |
|                 |                           |  |
| 12              | Hamza Hamiani             |  |
| 04              | Issoufou Dayo             |  |
| 07              | Youssef El Fahli 77e      |  |
| 08              | Ayoub Khairi              |  |
| 10              | Mohamed El Mourabit 77e   |  |
| 13              | Adil Tahif 66e            |  |
| 15              | Abdelhak Assal            |  |
| 17              | Yassine Labhiri           |  |
| 19              | Hamza El Moussaoui        |  |
| 21              | Youssef Mehri             |  |
| 30              | Paul Bassène 77e          |  |
|                 |                           |  |
| Remplaçants :   |                           |  |
| 02              | Amine El Maswab           |  |
| 05              | Omar Arjoune              |  |
| 06              | Mamadou Lamine Camara 77e |  |
| 18              | Tuisila Kisinda 77e       |  |
| 22              | Amine El Ouaad            |  |
| 23              | Claude Gnolou             |  |
| 29              | Hamza Semmoumy 66e        |  |
| 35              | Reda Hajji                |  |
| 39              | Djibril Ouattara 77e      |  |
|                 |                           |  |
| Entraîneur :    |                           |  |
| Mouine Chaabani |                           |  |

| Zamalek ·     |                        |  |
| Titulaires :  |                        |  |
|               |                        |  |
| 01            | Mohamed Awad           |  |
| 02            | Hossam Abdel Maguid    |  |
| 04            | Omar Gaber             |  |
| 08            | Nabil Emad Donga 90+3e |  |
| 09            | Samson Akinyoola 69e   |  |
| 13            | Ahmed Abou El Fatouh   |  |
| 24            | Hamza Mathlouthi       |  |
| 25            | Ahmed Sayed            |  |
| 21            | Ahmed Hamdi            |  |
| 30            | Seifeddine Jaziri      |  |
| 39            | Mohamed Shehata        |  |
|               |                        |  |
| Remplaçants : |                        |  |
| 07            | Ibrahima Ndiaye 69e    |  |
| 14            | Youssef Obama          |  |
| 16            | Mohamed Sobhi          |  |
| 17            | Travis Mutyaba         |  |
| 18            | Sayed Abdallah         |  |
| 19            | Nasser Mansi 90+3e     |  |
| 31            | Yaser Hamed            |  |
| 33            | Ziad Kamal             |  |
| 38            | Mohab Yaser            |  |
|               |                        |  |
| Entraîneur :  |                        |  |
| José Gomes    |                        |  |

### Match retour
| Zamalek ·     |                |  |
| Titulaires :  |                |  |
|               |                |  |
|               | Gardien de but |  |
|               |                |  |
|               |                |  |
|               |                |  |
|               |                |  |
|               |                |  |
|               |                |  |
|               |                |  |
|               |                |  |
|               |                |  |
|               |                |  |
|               |                |  |
| Remplaçants : |                |  |
|               | Gardien de but |  |
|               |                |  |
|               |                |  |
|               |                |  |
|               |                |  |
|               |                |  |
|               |                |  |
|               |                |  |
|               |                |  |
|               |                |  |
| Entraîneur :  |                |  |
| José Gomes    |                |  |

| RS Berkane ·    |                |  |
| Titulaires :    |                |  |
|                 |                |  |
|                 | Gardien de but |  |
|                 |                |  |
|                 |                |  |
|                 |                |  |
|                 |                |  |
|                 |                |  |
|                 |                |  |
|                 |                |  |
|                 |                |  |
|                 |                |  |
|                 |                |  |
|                 |                |  |
| Remplaçants :   |                |  |
|                 | Gardien de but |  |
|                 |                |  |
|                 |                |  |
|                 |                |  |
|                 |                |  |
|                 |                |  |
|                 |                |  |
|                 |                |  |
|                 |                |  |
|                 |                |  |
| Entraîneur :    |                |  |
| Mouine Chaabani |                |  |

| Zamalek ·     |                |  |
| Titulaires :  |                |  |
|               |                |  |
|               | Gardien de but |  |
|               |                |  |
|               |                |  |
|               |                |  |
|               |                |  |
|               |                |  |
|               |                |  |
|               |                |  |
|               |                |  |
|               |                |  |
|               |                |  |
|               |                |  |
| Remplaçants : |                |  |
|               | Gardien de but |  |
|               |                |  |
|               |                |  |
|               |                |  |
|               |                |  |
|               |                |  |
|               |                |  |
|               |                |  |
|               |                |  |
|               |                |  |
| Entraîneur :  |                |  |
| José Gomes    |                |  |

| RS Berkane ·    |                |  |
| Titulaires :    |                |  |
|                 |                |  |
|                 | Gardien de but |  |
|                 |                |  |
|                 |                |  |
|                 |                |  |
|                 |                |  |
|                 |                |  |
|                 |                |  |
|                 |                |  |
|                 |                |  |
|                 |                |  |
|                 |                |  |
|                 |                |  |
| Remplaçants :   |                |  |
|                 | Gardien de but |  |
|                 |                |  |
|                 |                |  |
|                 |                |  |
|                 |                |  |
|                 |                |  |
|                 |                |  |
|                 |                |  |
|                 |                |  |
|                 |                |  |
| Entraîneur :    |                |  |
| Mouine Chaabani |                |  |

## Tableau final
|  | Quarts de finale | Quarts de finale | Quarts de finale | Quarts de finale |            |            | Demi-finales | Demi-finales | Demi-finales | Demi-finales |  |  | Finale | Finale | Finale | Finale |
|  |                  |                  |                  |                  |            |            |              |              |              |              |  |  |        |        |        |        |
|  |                  |                  |                  |                  |            |            |              |              |              |              |  |  |        |        |        |        |
|  |                  |                  |                  |                  |            |            |              |              |              |              |  |  |        |        |        |        |
|  | Rivers United    | Rivers United    | 1                | 0                |            |            |              |              |              |              |  |  |        |        |        |        |
|  | Rivers United    | Rivers United    | 1                | 0                |            |            |              |              |              |              |  |  |        |        |        |        |
|  | USM Alger        | USM Alger        | 0                | 2                |            |            |              |              |              |              |  |  |        |        |        |        |
|  | USM Alger        | USM Alger        | 0                | 2                | USM Alger  | USM Alger  | 0            | 0            |              |              |  |  |        |        |        |        |
|  |                  |                  |                  |                  | USM Alger  | USM Alger  | 0            | 0            |              |              |  |  |        |        |        |        |
|  |                  |                  | RS Berkane (w/o) | RS Berkane (w/o) | 3          | 3          |              |              |              |              |  |  |        |        |        |        |
|  | Abou Salim SC    | Abou Salim SC    | RS Berkane (w/o) | RS Berkane (w/o) | 3          | 3          | 0            | 2            |              |              |  |  |        |        |        |        |
|  | Abou Salim SC    | Abou Salim SC    |                  |                  |            |            |              | 2            |              |              |  |  |        |        |        |        |
|  | RS Berkane       | RS Berkane       | 0                | 3                |            |            |              |              |              |              |  |  |        |        |        |        |
|  | RS Berkane       | RS Berkane       | 0                | 3                | RS Berkane | RS Berkane | 2            | 0            |              |              |  |  |        |        |        |        |
|  |                  |                  |                  |                  | RS Berkane | RS Berkane | 2            | 0            |              |              |  |  |        |        |        |        |
|  |                  |                  | Zamalek SC       | Zamalek SC       | 1          | 1          |              |              |              |              |  |  |        |        |        |        |
|  | Modern Future    | Modern Future    | Zamalek SC       | Zamalek SC       | 1          | 1          | 1            | 1            |              |              |  |  |        |        |        |        |
|  | Modern Future    | Modern Future    |                  |                  |            |            |              |              |              |              |  |  |        |        |        |        |
|  | Zamalek SC       | Zamalek SC       | 2                | 1                |            |            |              |              |              |              |  |  |        |        |        |        |
|  | Zamalek SC       | Zamalek SC       | 2                | 1                | Zamalek SC | Zamalek SC | 0            | 3            |              |              |  |  |        |        |        |        |
|  |                  |                  |                  |                  | Zamalek SC | Zamalek SC | 0            | 3            |              |              |  |  |        |        |        |        |
|  |                  |                  | Dreams FC        | Dreams FC        | 0          | 0          |              |              |              |              |  |  |        |        |        |        |
|  | Stade malien     | Stade malien     | Dreams FC        | Dreams FC        | 0          | 0          | 1            | 1            |              |              |  |  |        |        |        |        |
|  | Stade malien     | Stade malien     |                  |                  |            |            |              | 1            |              |              |  |  |        |        |        |        |
|  | Dreams FC        | Dreams FC        | 2                | 1                |            |            |              |              |              |              |  |  |        |        |        |        |
|  | Dreams FC        | Dreams FC        | 2                | 1                |            |            |              |              |              |              |  |  |        |        |        |        |
|  |                  |                  |                  |                  |            |            |              |              |              |              |  |  |        |        |        |        |